# Johnny Lillelund
Johnny Lillelund (født i 1970 i Køge) er en dansk ingeniør, og siden april 2024 konstitueret formand for Danmarks Cykle Union (DCU). Han er far til cykelrytterne Tobias og Julie Lillelund.
Efter ni måneder på posten som formand for DCU, opstod der problemer for Lillelund. I januar 2025 stemte et flertal i forbundets repræsentantskab for et mistillidsvotum til den siddende formand, samtidig med at fire medlemmer af forbundets hovedbestyrelse trak sig. Det resulterede i at der 18. februar skal afholdes en ekstraordinær kongres, hvor Johnny Lillelunds mandat som formand skal til afstemning.